# Palais de la Lieutenance autrichienne
Le palais de la Lieutenance autrichienne ou palais de la Préfecture de Trieste est l'un des palais les plus importants datant de la domination des Habsbourg à Trieste. L'entrée principale et monumentale se trouve sur la piazza dell'Unità d'Italia, mais le bâtiment donne également sur la piazza Verdi et via San Carlo. Ancien siège de la Lieutenance autrichienne, il abrite aujourd'hui le siège de la préfecture de Trieste.

## Histoire
Le palais se dresse sur le site de l'ancien palais gouvernemental, construit en 1764 sur ordre de Marie Thérèse d'Autriche, selon la conception de Giovanni Fusconi, où se trouvaient les bureaux de l'Arsenal impérial. 
À l'origine, la structure ne comprenait que deux étages auxquels un troisième a été ajouté en 1825. Démoli en 1899, l'ancien palais a cédé la place à la nouvelle construction construite entre 1901 et 1905, conçue par Emil Artmann. 
Le bâtiment, la dernière des entreprises monumentales de la place, a été très critiqué, à tel point que déjà en 1910, on a pensé à son extension jusqu'au projet de démolition inachevé avant la Première Guerre mondiale. 
La façade décorée de mosaïques aux armoiries de la maison de Savoie réalisée après la Première Guerre mondiale est particulière, remplaçant les mosaïques originales, conçues par Giuseppe Straka de Vienne, qui présentaient des éléments d'origine autrichienne. 